# Апіака (народ)
Апіака (порт. Apiaká, Apiacá) — аборигенний народ Бразилії. Дані про чисельність суперечливі — за різними даними, плем'я налічує від 40 до 200 осіб. Говорили мовою апіака сім'ї тупі-гуарані, в даний час мова зникла, плем'я повністю перейшло на португальську. Проживають в штатах Мату-Гросу і Пара.

## Ім'я
Вони також відомі як люди Апіака або Апіаке. Апіака, як кажуть, походить від Тупі слова Апіапа, що означає «Люди» або «Людина». Всупереч цьому походженню, «вожді Апіака пояснюють, що назва їхнього народу відноситься до оси, яка при нападі подорожує на великі відстані, щоб помститися агресору надзвичайно болючим жалом». Назва народу Апіака пояснює їхню віру у війну і ставлення воїна.

## Місце розташування
До 1848 року Апіака в основному була знайдена між лівим берегом річки Арінос і правим берегом річки Джуруена. Однак тиск з боку Нео-Бразильців змусив більшу частину племені Апіака мігрувати в бік річки Сан-Маноель. Однак на початку 1800-х років Апіака зникла з Сан-Маноеля. У 1895 році залишки 100 чоловік цього племені були знайдені між Сальто-Сан-Сіман і Сан-Флоренсіо. В даний час через зростаюче відновлення племені існує 7 сел, які розташовані в штатах Мату-Гросу і Пара. Ці 7 сел включають в себе: Майроб, Фігейрінья, Майрові, Бом-Футуро, Віста-Алегрі, Мінхокусу і Понталь.

## Історія
Найбільш ранні записи, що стосуються Апіакі, датуються 1791-1805 роками, хоча цілком можливо, що ці індіанці могли зіткнутися з європейцями ще в 1747 році.
На початку 19 століття плем'я Апіака налічувало майже 16 000 чоловік. У 1812 році одне поселення налічувало близько 500 осіб, половина з яких були воїнами. Колись вони були великим племенем, поки каучукова лихоманка не захопила Амазонію. Каучукова лихоманка також відштовхнув і розсіяв Апіаку від їх історичної території. Апіака мали сильну бойову культуру. Вони часто боролися зі своїми найближчими конкурентами, такими як плем'я Тапаньюна, розташоване на правому березі річки Арінос. Однак Апіака боролася не за матеріали, а за те, щоб помститися за минулі конфлікти. Маючи від 200 до 300 воїнів, щороку вони відправлялися на битву проти іншого племені. Апіака також практикував канібалізм по відношенню до своїх бранців. За весь час існування Апіака їх чисельність різко скоротилася. Через створення «Collectoria estadol do Mato Grosso» в 1912 році багато хто був вбитий, а 32 залишилися. Вони були вбиті в якості компенсації за напад на офіс колектора. У 1916 році з'явилися свідчення того, що деякі чорні люди були асимільовані в плем'я.
У 1957 році два етнологи, проводячи дослідження корінних груп населення Бразилії, помилково оголосили Апіаку вимерлою. Вони висунули ряд можливих причин цього передбачуваного вимирання: епідемії хвороб, масові вбивства, викликані опором колонізації, війни з сусідніми корінними народами і асиміляція в інші корінні групи. Насправді, весь цей час плем'я було ще дуже живим, живучи серед народів Кайабі і Мундуруку, але зберігаючи багато аспектів своєї власної самобутньої культури.

## Культура і звичаї

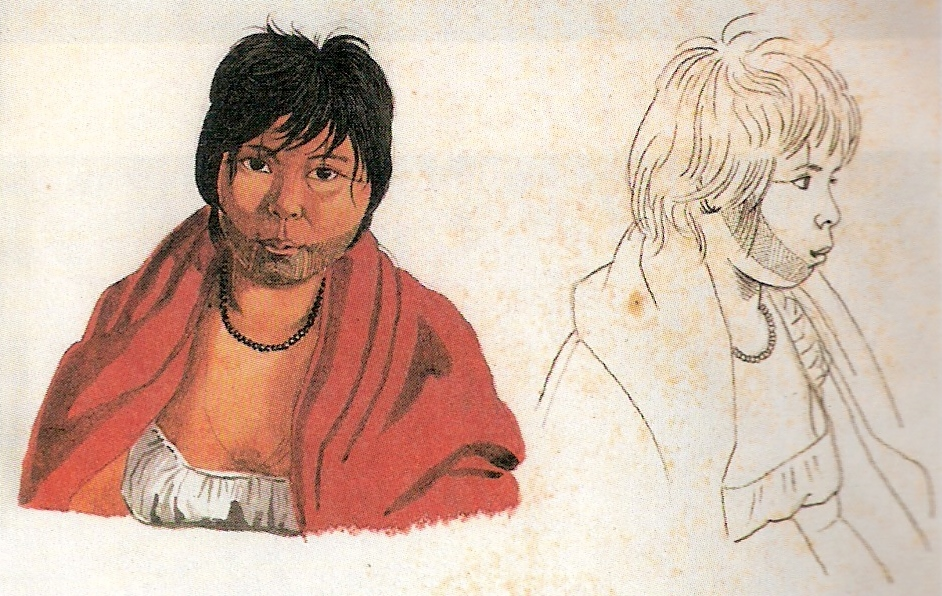
Жінка з племені Апіака.

Найбільш ранні записи про народ Апіака свідчать про те, що у них були великі ділянки оброблюваних полів і вони вирощували величезну кількість рослинних культур. Зібрані культури включають солодку маніоку (маніок), кару, ямс, арахіс, солодку картоплю, кукурудзу, боби, лімську квасолю, гарбуз, бавовна і, станом на 1848 рік, кавуни. Посадка і збір врожаю були типово громадською діяльністю, хоча, як правило, виконувалися жінками. Хоча ранні джерела не згадують про будь-яких домашніх тварин, до середини 19-го століття на Апіаку з'явилися свині, собаки, кури, качки і кілька інших птахів. Вони полювали на пекарів, тапірів і капібар і використовували кошики, встановлені на дні гребель поперек гирл струмків, щоб ловити рибу.
Поселення Апіака раніше розташовувалися на березі річки і зазвичай складалися з одного великого будинку, оточеного поляною. Хатини були прямокутні, криті солом'яними дахами, а стіни з кори або пальми. Всередині будинків уздовж стін висіли бавовняні гамаки з грубої тканини або сітки. Великі каное з кори забезпечували транспортування по водних шляхах. Кошики, підноси, сита і підставки для різних посудин ткали смужками ліани, виготовляли керамічні горщики, сковорідки і посуд. Музичні інструменти також були частиною їхньої культури, оскільки вони мали барабани, тріскачки та бамбукові труби. Зброя та прикраси були єдиними формами приватної власності. Залізні знаряддя, отримані від європейців, представляли велику цінність, хоча Апіакі іноді крали їх у європейців.
Кожна общинна хатина Апіакі являла собою поселення і мала принаймні одного вождя. Титул вождя переходив від батька до сина або, за відсутності спадкоємця, до найближчого родича. Вождь був унікальний тим, що йому дозволялося мати до трьох дружин, хоча зазвичай його влада здійснювалася «ненав'язливо». Однак під час війни і при зіткненнях з іноземцями вождь брав на себе велику владу. Про це свідчили його відмінні прикраси, що включали великий білий нашийник з черепашок, діадему з пір'я і великий пояс з чорних намистин і людських зубів. Після пологів мати була ув'язнена тільки на один день, і діти виховувалися в атмосфері любові і ласки. Хлопчиків татуювали жінки за допомогою шипів у процесі, завершеному у віці 14 років. У цьому ритуалі у хлопчиків був витатуйований прямокутник навколо рота, що символізує, що хлопчик може їсти людську плоть. Татуювання на обличчі складалися з відмітин від кожного вуха до носа, підборіддя і рота, в той час як малюнки на тілі демонстрували військові та мисливські досягнення. Жінки після вступу в шлюб татуювалися з малюнком, що складається з прямокутника на підборідді, з смугою, що йде до вух. За винятком вождя, Апіакі були моногамні і вступали в шлюб у віці 14 років. Розлучення дозволялося, і в цих випадках опіка над дітьми переходила до батька. Померлих ховали в неглибоких могилах під гамаками в будинку, а їх кістки ексгумували через рік, щоб поховати в первісній могилі.
Апіака регулярно билися і воювали зі своїми сусідами, серед яких були Намбікуара, Парінтінтін, Тапаньюна та інші, з метою помститися за колишні проблеми. Військові експедиції з 200-300 воїнів відправлялися після збору врожаю, але тільки в тому випадку, якщо шамани передбачали перемогу. Кілька сел могли співпрацювати під керівництвом вождя під час війни, і канібалізм – поїдання полонених і вбитих в бою – практикувався з ретельно продуманими церемоніями ще в 1848 році.

## Релігія
Апіака вірили в бога, який створив небо і землю і який виявляв свій гнів і незадоволення у вигляді грому і блискавки. Шамани користувалися великою повагою і передбачали майбутнє за допомогою трансів і розмов з духами. Вони лікували хворих, дуючи на хворого, посмоктуючи уражену частину тіла і омиваючи хворого в трав'яній ванні.